# KFNB – Koloss und Elephant
Die Dampflokomotiven „KOLOSS“ und „ELEPHANT“ waren Güterzuglokomotiven der KFNB.
Sie wurden 1844 von Günther in Wiener Neustadt an die KFNB mit der Achsformel 1B geliefert. Im Vergleich zu früheren Lokomotiven der KFNB bestachen sie durch ihre Leistungsfähigkeit, obwohl sie noch mit der Stephensonschen Gabelsteuerung ausgestattet waren, sodass sie fast ohne Expansion arbeiteten. Die Maschinen erhielten zwischen 1853 und 1865 größere Ersatzkessel, deren Maße in der Tabelle wiedergegeben sind.
Die Lokomotiven trugen die Inventarnummern 43 und 44, ab 1869 wurden sie als I 308 und 309 bezeichnet.
Die Maschinen fielen 1871 aus dem Bestand.